# Jan Jerzy (książę Saksonii)

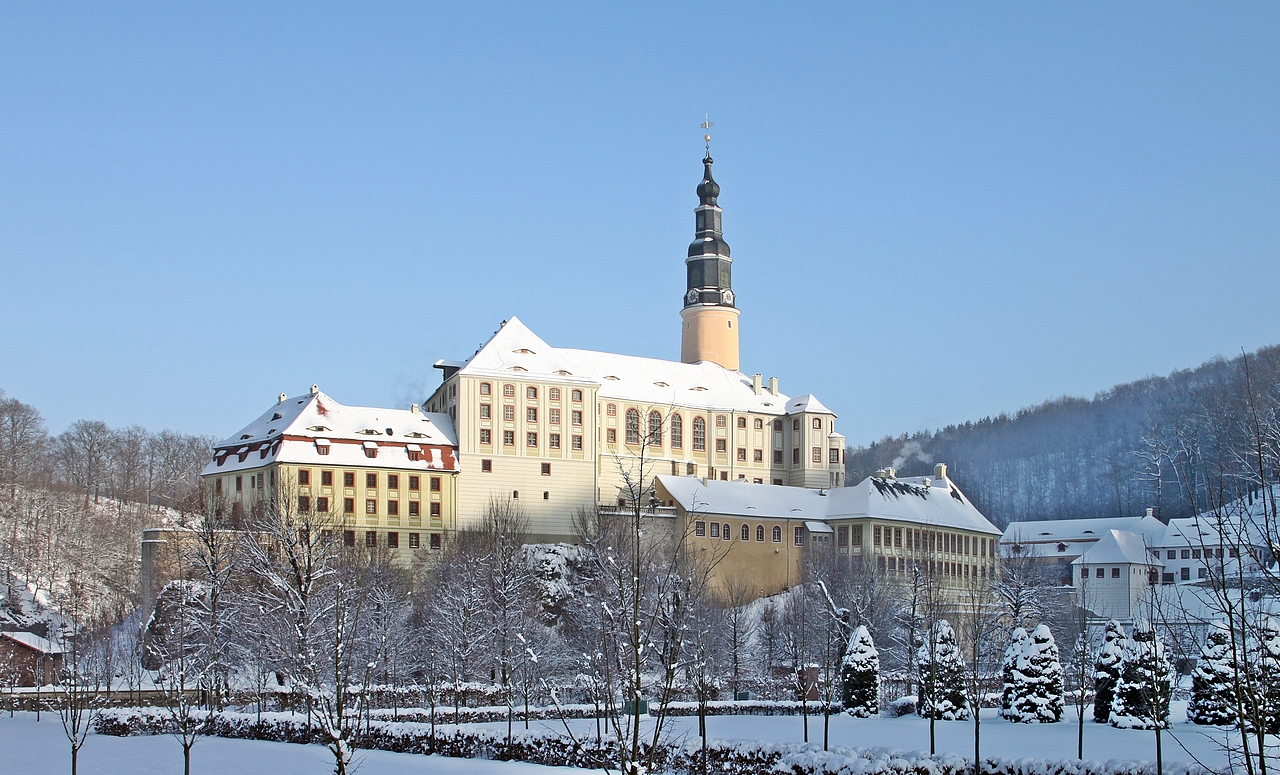
Zamek Weesenstein w zimie

Jan Jerzy Pius Karol Leopold Maria January Anaklet Wettyn (niem. Prinz Johann Georg Pius Karl Leopold Maria Januarius Anacletus von Sachsen, Herzog zu Sachsen) (ur. 10 lipca 1869 w Dreźnie, zm. 24 listopada 1938 na zamku w Altshausen) – szóste dziecko Jerzego I i infantki portugalskiej Marii Anny. Młodszy brat ostatniego króla Saksonii Fryderyka Augusta III. Kolekcjoner i miłośnik sztuki.

## Dzieciństwo i edukacja
Książę Jan Jerzy był szóstem dzieckiem i drugim synem przedostatniego króla Saksonii Jerzego I i Marii Anny Portugalskiej. Wychowany w wierze rzymskokatolickiej był początkowo pod opieką prywatnych nauczycieli. W 1881 rozpoczął szkolenie wojskowe. W latach 1889–1890 studiował wraz z młodszym bratem Maksymilianem prawo we Fryburgu Bryzgowijskim. Po przejściu na Uniwersytet w Lipsku uczęszczał na wykłady z historii i historii sztuki. W 1909 otrzymał na nim tytuł doktora honoris causa. Karierę wojskową zakończył w randze generała piechoty. Aktywnie uczestniczył w życiu politycznym.

## Pasje i podróże
Książę Jan Jerzy odbył wiele podróży i pielgrzymek zagranicznych. Był w Rosji, Grecji i na Bliskim Wschodzie (Syria, Palestyna, Synaj i Egipt). Z każdej z tych podróży przywoził dzieła sztuki i przedmioty codziennego użytku. Stworzył ciekawą kolekcję poświęconą różnym okresom w dziejach kultury i cywilizacji. W jego zbiorach znalazły się portrety mumii egipskich i terakoty, bogato zdobione wazony starożytnej Grecji, koptyjskie tkaniny i rzeźby, kadzidła, lampy, krzyże oraz ikony. Te ostatnie były szczególną miłością księcia. Książę Jan Jerzy gromadził także akwarele i rysunki niemieckich i austriackich artystów głównie z XIX wieku.

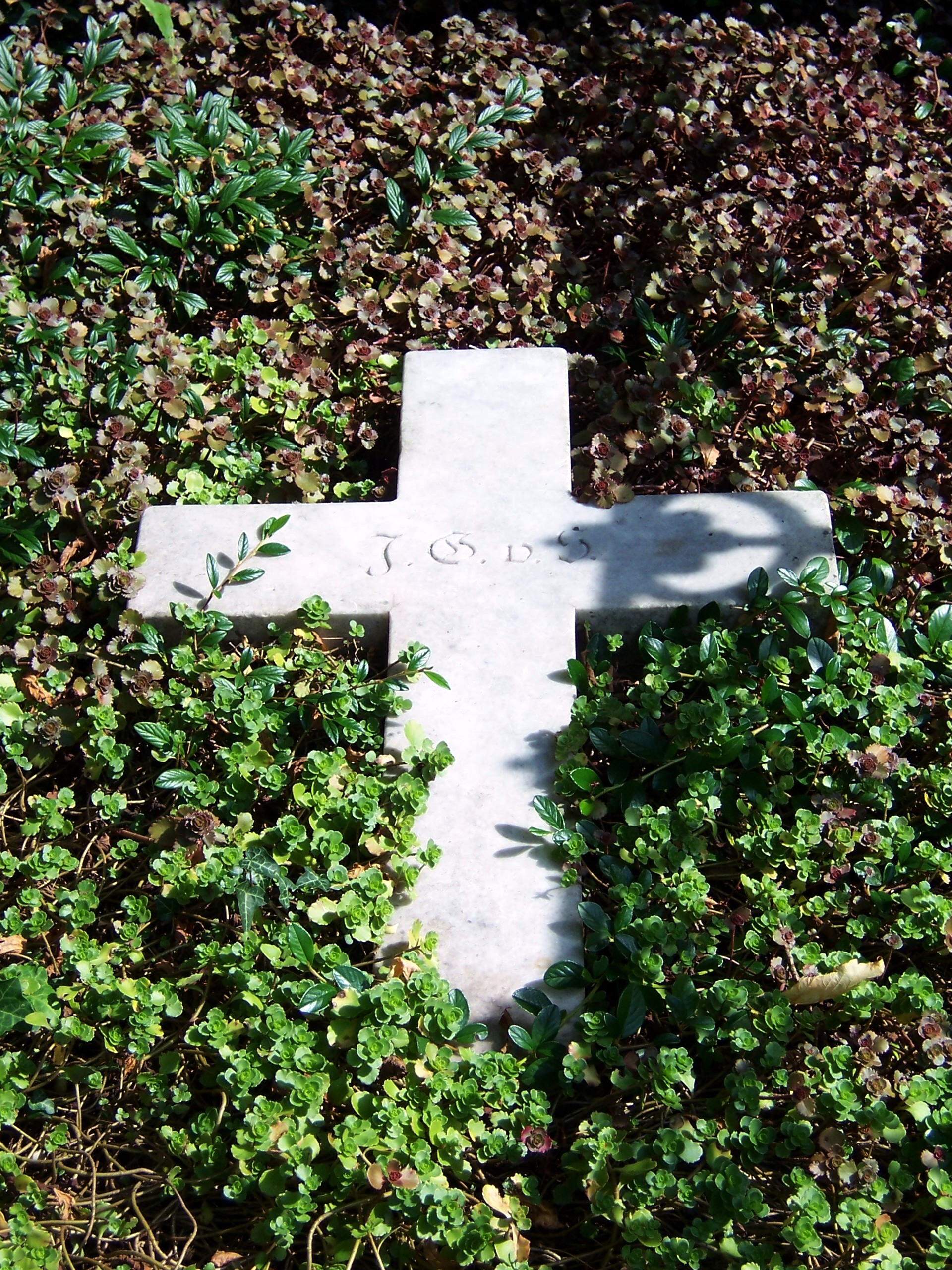
Nagrobek Jana Jerzego w Dreźnie

## Małżeństwa
5 kwietnia 1894 roku w Stuttgarcie książę Jan Jerzy zawarł związek małżeński z Marią Izabelą Wirtemberską, trzecim dzieckiem Filipa Wirtemberskiego i jego żony Marii Teresy Habsburg. Maria Izabela zmarła 24 maja 1904 roku, w wieku 32 lat w Dreźnie.
Drugi związek małżeński książę Jan Jerzy zawarł 30 października 1906 roku w Cannes z Marią Immaculatą Burbon-Sycylijską, czwartym dzieckiem Alfonsa Sycylijskiego i jego żony Marii Antonietty Sycylijskiej.
Nie pozostawił potomstwa.

## Rezydencja
Od 1902 roku książę Jan Jerzy rezydował na zamku Weesenstein, około 30 km od Drezna, nieopodal Müglitztal. W 1918 roku po zakończeniu I wojny światowej i abdykacji swojego brata Fryderyka Augusta III, sprzedał zamek i przeniósł się na stałe do Fryburga Bryzgowijskiego. Po śmierci został pochowany na Starym Cmentarzu Katolickim w Dreźnie.

## Tytuły
- 10 lipca 1869 – 24 listopada 1938 roku: Jego Królewska Wysokość Książę Saksonii Jan Jerzy.

## Galeria

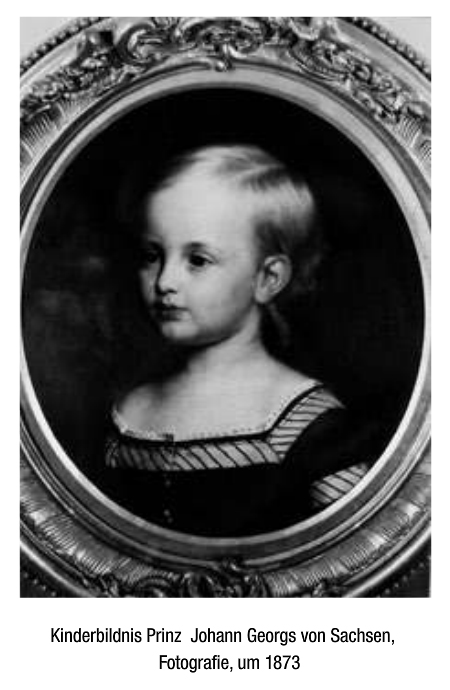
Jan Jerzy w 1873 roku
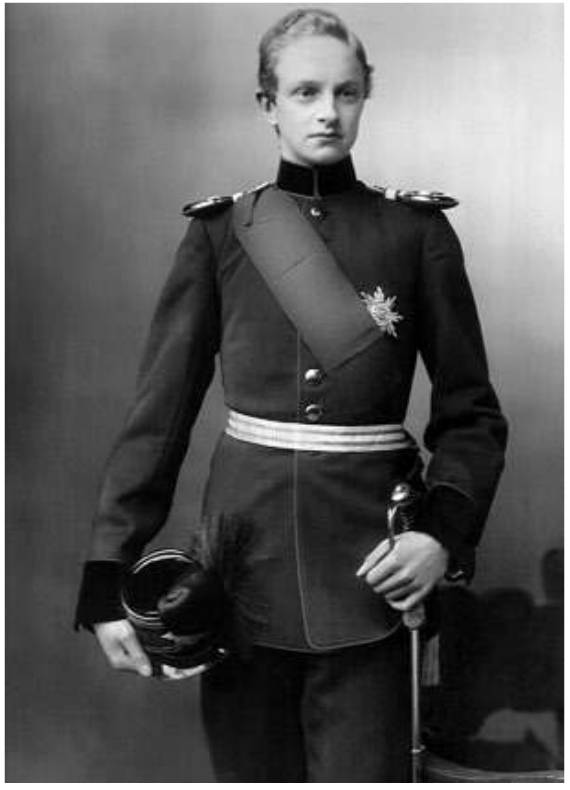
Jan Jerzy w 1881 roku
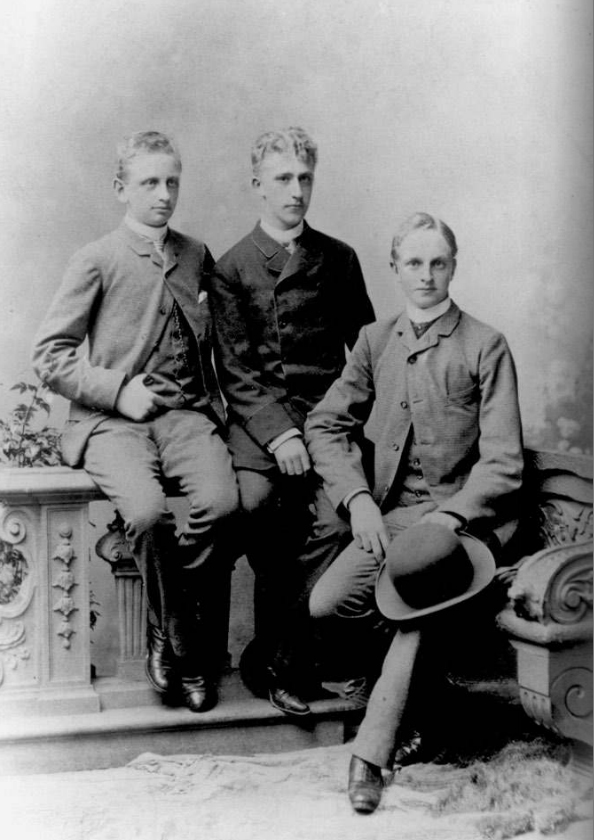
Jan Jerzy (pierwszy z prawej) w 1888 roku z braćmi: Fryderykiem Augustem i Maksymilianem
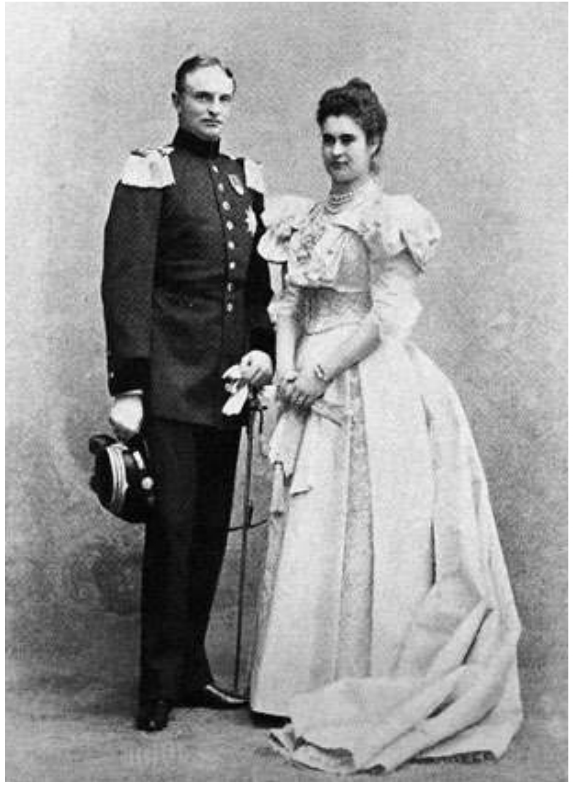
Jan Jerzy z pierwszą żoną Marią Izabelą Wirtemberską w 1894 roku
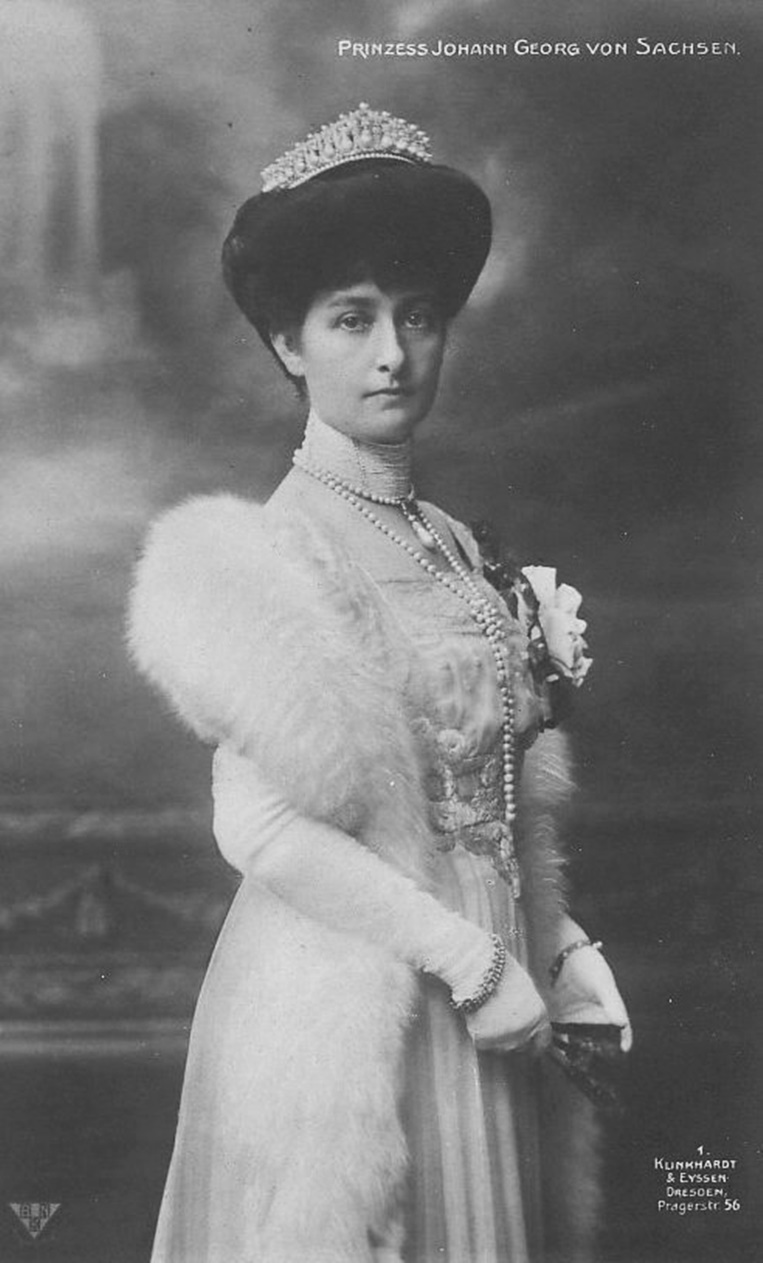
Maria Immakulata Burbon-Sycylijska (druga żona Jana Jerzego Wettyna) jako księżna Saksonii
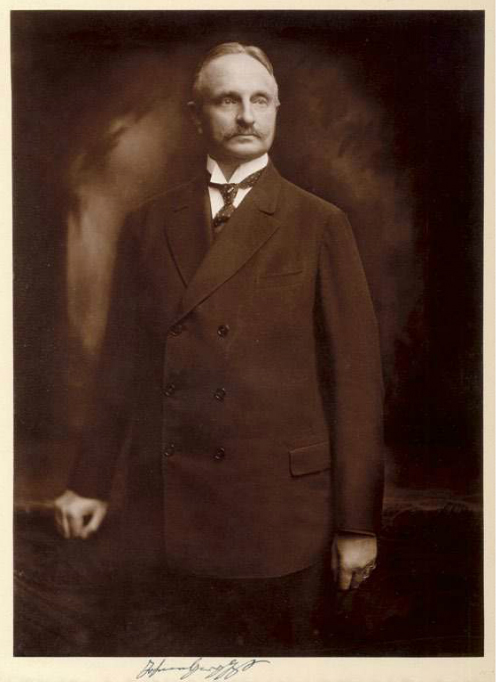
Jan Jerzy w 1930 roku

## Odznaczenia
- Order Korony Rucianej (Saksonia)[4]
- Order Orła Czarnego (Prusy)[4]
- Order Świętego Huberta (Bawaria)[4]
- Order Złotego Runa (1898, Austro-Węgry)[4][5]
- Krzyż Wielki Orderu Świętego Stefana (1891, Austro-Węgry)[5]

## Genealogia
| Prapradziadkowie                             | elektor Saksonii Fryderyk Krystian Wettyn (1722-1763) ∞ 1747 Maria Antonina Wittelsbach (1724-1780) | książę Parmy Ferdynand I Parmeński (1751-1802) ∞1769 Maria Amalia Habsburg (1746-1804) | Fryderyk Michał Wittelsbach (Pfalz-Birkenfeld) (1724-1767) ∞1746 Maria Franciszka Wittelsbach (Pfalz-Sulzbach) (1724-1794) | Karol Ludwik Badeński (1755–1801) ∞1775 Amalia Fryderyka Hessen-Darmstadt (1754-1832)                   | Franciszek Sachsen-Coburg-Saalfeld (1750-1806) ∞1777 Augusta Reuss-Ebersdorf (1757-1831)            | Franciszek Józef Koháry (1760 – 1826) ∞1792 Maria Antonia Waldstein-Wartenberg (1771-1854)          | król Portugalii Jan VI Bragança (1767-1826) ∞1785 Karolina Joachima Burbon (1775-1830)              | cesarz Austrii Franciszek II Habsburg (1768-1835) ∞ 1790 Maria Teresa Burbon-Sycylijska (1772-1807) |
| Pradziadkowie                                | Maksymilian Wettyn (1759-1838) ∞1792 Karolina Burbon-Parmeńska (1770-1804)                          | Maksymilian Wettyn (1759-1838) ∞1792 Karolina Burbon-Parmeńska (1770-1804)             | król Bawarii Maksymilian I Józef Wittelsbach (1756-1825) ∞ 1797 Karolina Fryderyka Badeńska (1776-1841)                    | król Bawarii Maksymilian I Józef Wittelsbach (1756-1825) ∞ 1797 Karolina Fryderyka Badeńska (1776-1841) | Ferdynand Koburg (1785-1851) ∞ 1815 Maria Antonia Koháry (1797-1862)                                | Ferdynand Koburg (1785-1851) ∞ 1815 Maria Antonia Koháry (1797-1862)                                | cesarz Brazylii Piotr I Bragança (1798-1834) ∞ 1817 Maria Leopoldyna Habsburg (1797-1826)           | cesarz Brazylii Piotr I Bragança (1798-1834) ∞ 1817 Maria Leopoldyna Habsburg (1797-1826)           |
| Dziadkowie                                   | król Saksonii Jan Wettyn (1801-1873) ∞1822 Amelia Augusta Wittelsbach (1801-1877)                   | król Saksonii Jan Wettyn (1801-1873) ∞1822 Amelia Augusta Wittelsbach (1801-1877)      | król Saksonii Jan Wettyn (1801-1873) ∞1822 Amelia Augusta Wittelsbach (1801-1877)                                          | król Saksonii Jan Wettyn (1801-1873) ∞1822 Amelia Augusta Wittelsbach (1801-1877)                       | król Portugalii Ferdynand II Koburg (1819-1885) ∞1836 królowa Portugalii Maria Bragança (1819-1853) | król Portugalii Ferdynand II Koburg (1819-1885) ∞1836 królowa Portugalii Maria Bragança (1819-1853) | król Portugalii Ferdynand II Koburg (1819-1885) ∞1836 królowa Portugalii Maria Bragança (1819-1853) | król Portugalii Ferdynand II Koburg (1819-1885) ∞1836 królowa Portugalii Maria Bragança (1819-1853) |
| Rodzice                                      | król Saksonii Jerzy I Wettyn (1832-1904) ∞1859 Maria Anna Bragança (1843–1884)                      | król Saksonii Jerzy I Wettyn (1832-1904) ∞1859 Maria Anna Bragança (1843–1884)         | król Saksonii Jerzy I Wettyn (1832-1904) ∞1859 Maria Anna Bragança (1843–1884)                                             | król Saksonii Jerzy I Wettyn (1832-1904) ∞1859 Maria Anna Bragança (1843–1884)                          | król Saksonii Jerzy I Wettyn (1832-1904) ∞1859 Maria Anna Bragança (1843–1884)                      | król Saksonii Jerzy I Wettyn (1832-1904) ∞1859 Maria Anna Bragança (1843–1884)                      | król Saksonii Jerzy I Wettyn (1832-1904) ∞1859 Maria Anna Bragança (1843–1884)                      | król Saksonii Jerzy I Wettyn (1832-1904) ∞1859 Maria Anna Bragança (1843–1884)                      |
| Jan Jerzy Wettyn (1869-1938) książę Saksonii | |                                                                                        | | | | | | |